# Francesco Attolico
Francesco Attolico (Bari, 23 marzo 1963) è un ex pallanuotista italiano.

## Carriera

### Club
Inizia a giocare a pallanuoto nella Rari Nantes Bari e nella Waterpolo Bari come centroboa. Nel 1985 passa al Volturno, dove sotto la guida dell'allenatore Bruno Cufino cambia ruolo e diventa portiere. Nel 1990 passa al Pescara dove conquista due Coppa delle Coppe,  una Supercoppa Len ed una Coppa Italia, oltre ad arrivare secondo in campionato e nella Supercoppa LEN. Nel 1994 torna al Volturno per una stagione, ottenendo uno storico secondo posto in campionato e in Coppa LEN. Nel 1995 va alla Roma, ancora per una sola stagione, squadra con la quale giunge nuovamente secondo. Nel 1996 torna al Pescara dove vince la Coppa Len e due scudetti, nel 1997 e nel 1998, oltre ad un secondo posto in campionato ed in Coppa dei Campioni. Nel 1999 viene ingaggiato dal Bologna. Nel 2001 vince uno scudetto con il Posillipo, raggiungendo il secondo posto nella stagione successiva. Nel 2003 conclude la carriera a Palermo.
Ha come unico "neo" in una carriera che lo ha consacrato tra i migliori portieri di tutti i tempi il non aver mai vinto la Coppa dei Campioni.
Era soprannominato Airone Azzurro.

### Nazionale
Ha esordito con la Nazionale italiana di pallanuoto nel 1988. Divenne il primo portiere del Settebello dopo un paio di anni, con l'arrivo di Ratko Rudić alla guida della Nazionale.
È stato il portiere della nazionale italiana di pallanuoto che negli anni dal 1992 al 1995 ha vinto tutte le competizioni, nell'ordine Olimpiadi (Barcellona 1992), Mondiali (Roma 1994), Europei (Sheffield 1993 e Vienna 1995), oltre ad altre manifestazioni di minor rilievo come i Giochi del Mediterraneo, la Coppa FINA, e la Coppa del Mondo.
La sua ultima manifestazione con la calottina della Nazionale è il Campionato Europeo 2001, dopo il quale lascia la porta al suo erede Stefano Tempesti.

### Allenatore e dirigente
Dal 2001 al termine della carriera agonistica e fino al 2014 collabora col settore tecnico della Federazione Italiana Nuoto (FIN) come coadiuvatore tecnico della Nazionale maggiore, prima come secondo di Paolo De Crescenzo, poi come preparatore dei portieri della selezione guidata da Paolo Malara (5ª classificata ai campionati mondiali del 2007). È stato dirigente del Rari Nantes Bari e direttore tecnico del Molfetta..

## Riconoscimenti
- Nel maggio 2015, una targa a lui dedicata fu inserita nella Walk of Fame dello sport italiano a Roma, riservata agli ex-atleti italiani che si sono distinti in campo internazionale.[4][5]